# ولاية أرضروم
محافظة أرضروم هي إحدى محافظات تركيا تقع في منطقة شرق الأناضول. عاصمتها مدينة أرضروم تبلغ مساحتها 24,741 كم2 ويبلغ عدد سكانها 937,389 نسمة كما يبلغ معدل الكثافة السكانية 37/كم2 تقع في شمال شرق تركيا والاكراد يشكلون 40% من السكان والبقية اتراك وارمن وجورجيين. وُلِدَ فتح الله غولن بِقضاء ≪حسن قلعة≫ الواقع بالمحافظة.

## أعلام
- حسن الجلبي
- سليمان شفيق باشا
- فاطمة سربيل ألب مان